# Amaurornis moluccana
Amaurornis moluccana là một loài chim trong họ Rallidae.
Loài này được tìm thấy ở Úc, quần đảo Moluccan, New Guinea, quần đảo Bismarck và quần đảo Solomon. Môi trường sống tự nhiên của chúng là các khu rừng đất thấp ẩm nhiệt đới hoặc cận nhiệt đới.